# Плопь (Молдова)
Плопь (рум. Plopi) — село в Кантемирском районе Молдавии. Является административным центром коммуны Плопь, включающей также сёла Александровка, Хыртоп и Тараклия.

## География
Село расположено на высоте 52 метров над уровнем моря.

## Население
По данным переписи населения 2004 года, в селе Плопь проживает 789 человек (409 мужчин, 380 женщин).
Этнический состав села:
| Национальность | Число жителей | Процентный состав |
| -------------- | ------------- | ----------------- |
| молдаване      | 546           | 69.2              |
| болгары        | 145           | 18.38             |
| русские        | 42            | 5.32              |
| украинцы       | 39            | 4.94              |
| гагаузы        | 12            | 1.52              |
| румыны         | 1             | 0.13              |
| прочие         | 4             | 0.51              |
| Всего          | 789           | 100%              |